# 福原村 (山形県)
福原村（ふくはらむら）は、かつて山形県北村山郡にあった村。

## 沿革
- 1889年（明治22年）4月1日 - 町村制施行に伴い北村山郡野黒沢村、芦沢村、毒沢村、名木沢村、南沢村、寺内村、荻袋村が合併し、福原村が発足。
- 1954年（昭和29年）10月1日 - 北村山郡尾花沢町、宮沢村、玉野村、常盤村と合併し、尾花沢町を新設して消滅。